# إليزير إيرا تاب
إليزير إيرا تاب (بالفرنسية: Ira Eliezer Tapé)‏ هو لاعب كرة قدم إيفواري يلعب في مركز حارس المرمي ولد بتاريخ 31 أغسطس 1997.

## مسيرته
يلعب حاليا في نادي سان بيدرو الإيفواري ومثل منتخب ساحل العاج في مبارتين.